# エピソードM
『エピソードM』（エピソードエム）は、1999年10月5日から2002年3月31日まで茨城放送で放送されていた音楽番組である。パーソナリティは渡辺美奈子（当時茨城放送アナウンサー）が務めていた。

## 概要
主に海外で活躍するロックアーティストを取り上げ、その曲にまつわるエピソードを紹介する。

## 放送時間
放送時間は、茨城放送のナイターオフ/ナイターイン編成切り替えに合わせて変更されていた。
- 火曜 21:15 - 21:45 （1999年10月 - 2000年3月）
- 土曜 23:00 - 23:30 （2000年4月 - 2000年5月） - 直前の時間帯には、渡辺の担当番組である『週刊カルチャー・アクション』が放送されていた。
- 土曜 22:35 - 23:00 （2000年6月 - 2000年9月） - 『週刊カルチャー・アクション』の終了によって25分繰り上げ。同時に放送枠が5分縮小。
- 日曜 20:30 - 21:00 （2000年10月 - 2001年3月）
- 月曜 19:00 - 20:00 （2001年4月 - 2001年9月） - 移動とともに60分番組になり、同時にテーマ音楽が変更された。この枠で放送されていた当時は、特別番組や高校野球中継で休止になった番組の振替放送を行う編成[2]によって休止になることがあった。
- 日曜 20:00 - 20:30 （2001年10月 - 2002年3月） - 再び日曜夜の番組になり、放送枠が30分に半減。